# Henryków (gromada w powiecie ząbkowickim)
Henryków – dawna gromada, czyli najmniejsza jednostka podziału terytorialnego Polskiej Rzeczypospolitej Ludowej w latach 1954–1972.
Gromady, z gromadzkimi radami narodowymi (GRN) jako organami władzy najniższego stopnia na wsi, funkcjonowały od reformy reorganizującej administrację wiejską przeprowadzonej jesienią 1954 do momentu ich zniesienia z dniem 1 stycznia 1973, tym samym wypierając organizację gminną w latach 1954–1972.
Gromadę Henryków z siedzibą GRN w Henrykowie utworzono – jako jedną z 8759 gromad na obszarze Polski – w powiecie ząbkowickim w woj. wrocławskim, na mocy uchwały nr 33/54 WRN we Wrocławiu z dnia 2 października 1954. W skład jednostki weszły obszary dotychczasowych gromad Henryków, Muszkowice, Czesławice, Brukalice, Nowy Dwór, Skalice, Raczyce i Wadochowice ze zniesionej gminy Henryków w tymże powiecie. Dla gromady ustalono 25 członków gromadzkiej rady narodowej.
1 stycznia 1959 do gromady Henryków włączono wsie Stary Henryków i Wilamowice ze zniesionej gromady Stary Henryków w tymże powiecie.
31 grudnia 1961 do gromady Henryków włączono wsie Czernczyce i Krzelków ze zniesionej gromady Czernczyce w tymże powiecie.
Gromada przetrwała do końca 1972 roku, czyli do kolejnej reformy gminnej.